# Терещенко, Антон Сергеевич
Антон Сергеевич Терещенко (бел. Антон Сяргеевіч Цярэшчанка; род. 20 сентября 1995, Гомель) — белорусский футболист, полузащитник клуба «Лесхоз».

## Карьера

### «Гомель»
Воспитанник футбольной академии «Гомеля». В 2019 году стал выступать за дублирующий состав клуба. Дебютировал за клуб 14 сентября 2014 года в матче против новополоцкого «Нафтана». В начале 2015 года футболист стал готовиться к новому сезону с основной командой. Первый матч сыграл 25 апреля 2015 года против борисовского БАТЭ. На протяжении сезона оставался преимущественно игроком замены. По итогу сезона занял последнее место в чемпионате и вылетел вместе с клубом в Первую Лигу.
Новый сезон начал 17 апреля 2016 года в матче против «Орши», выйдя на поел в стартовом составе. Футболист сразу же стал одним из ключевых футболистов в основной команде клуба. Дебютный гол за клуб забил 10 сентября 2016 года в матче против «Барановичей». По итогу сезона футболист стал победителем Первой Лиги и помог гомельскому клубу вернуться в элитный дивизион. Сам футболист отличился своим единственным забитым голом.

#### Аренда в «Гранит» Микашевичи
В марте 2017 года футболист на правах арендного соглашения отправился в микашевичский «Гранит». Дебютировал за клуб 8 апреля 2017 года в матче против светлогорского «Химика», выйдя на поле в стартовом составе и отыграв все 90 минут. Футболист сразу же стал одним из ключевых игроков клуба. Вместе с клубом занял 9 итоговое место и по окончании арендного соглашения покинул клуб.

### ЮАС
В начале 2017 года футболист тренировался с гомельским клубом. В феврале 2018 года футболист перешёл в житковичский ЮАС. Дебютировал за клуб 7 апреля 2018 года в матче против микашевичского «Гранита». Футболист сразу же стал одним из ключевых футболистов в основной команде клуба. Результативными действиями по итогу сезона футболист за клуб не отличился. В январе 2019 года по окончании срока действия контракт покинул клуб.

### «Нафтан»
В феврале 2019 года футболист проходил просмотр в новополоцком «Нафтане», с которым затем подписал полноценный контракт. Дебютировал за клуб 20 апреля 2019 года в матче против «Слонима-2017», выйдя на замену на 66 минуте. Закрепился в основной команде новополоцкого клуба, чередуя игры в стартовом составе и со скамейки запасных. Дебютный гол за клуб забил 25 мая 2019 года в матче против «Сморгони». В августе 2019 года покинул клуб.

### Продолжение карьеры
В начале 2020 года футболист присоединился к петриковскому «Шахтёру», однако покинул клуб так и не сыграв за него ни матча. В 2022 году футболист присоединился к гомельскому клубу «Лесхоз».

## Международная карьера
В 2015 году дебютировал за молодёжную сборную Беларуси в товарищеском матче против сборной Украины.

## Достижения
«Гомель»
- Победитель Первой Лиги — 2016